# Like Mike
Like Mike és una pel·lícula comèdia estatunidenca dirigida per John Schultz i escrita per Michael Elliot i Jordan Moffet. Amb Lil' Bow Wow, Morris Chestnut, Jonathan Lipnicki, Brenda Song, Robert Forster, Crispin Glover i Eugene Levy, amb cameos de diversos jugadors de la NBA. Fou estrenada als Estats Units el 3 de juliol de 2002 per la 20th Century Fox.

## Argument
Tracta sobre un nen de 14 anys, Calvin, un nen orfe que resideix en un orfenat dominat per un senyor interessat simplement a guanyar diners, i no en la felicitat dels nens i nenes que hi viuen. El protagonista de la historia, Calvin és un nen de raça negra que li encanta jugar a bàsquet amb els seus dos amics especialment, un amic de la infància, i una nena d'origen coreà, que viuen pel bàsquet, de les poques passions que tenen ells i els seus companys de l'orfenat, un somni d'arribar a ser un jugador d'elit per tots ells.
El cas és que un dia una monja, professora de l'orfenat li regala unes vambes, bastant velles que han estat donades a l'orfenat perquè les faci servi algun nen, ell les fa servir principalment per poder jugar a bàsquet, el que passa és que resulten ser de Michael Jordan, l'estrella mundial del bàsquet, amb aquestes vambes, Calvin descobreix que les bambes tenen poders màgics. En un dels viatges que fa l'orfenat a l'estadi dels Staples Centres, Calvin es posa a vendre caramels i xocolatines amb els seus companys. Ell s'apropa a un cotxe de luxe que resulta ser el de l'entrenador de l'equip del qual és l'estadi, en veure un nen orfe, l'entrenador decideix donar-li unes entrades per ell i els seus amics per anar a veure el partit. L'endemà va al partit amb els nois, i de sobte, a la mitja part, a Calvin li toca participar en un 1 contra 1 contra l'estrella de l'equip, i el guanya, gràcies al poder de les bambes. Després d'això, l'equip fitxa a Calvin, que es converteix en el millor jugador de bàsquet del seu equip, com si fos en Michael.
Amb 14 anys, un metre cinquanta, Calvin es converteix en la sensació del moment, i en el millor jugador de la NBA. Viu com una estrella, serveis d'hotel, luxes, entrevistes, rodes de premsa i fama. En el partit en que podien classificar-se per als play-offs, el propietari de l'orfenat, amaga les bambes de Calvin, ja que ell no vol que guanyi l'equip del noi, perquè ha apostat molts diners. Finalment, amb l'ajuda dels altres nens de l'orfenat, Calvin aconsegueix arribar a temps per salvar el seu equip, que anava perdent de molt. Però hi ha un imprevist, quan van perdent d'un punt, en l'última jugada, a Calvin se l'hi trenquen les bambes, però aconsegueix encistellar sense les bambes, i classificar l'equip.

## Repartiment
- Lil' Bow Wow com Calvin Cambridge
- Jonathan Lipnicki com Murph
- Brenda Song com Reg Stevens
- Morris Chestnut com Tracy Reynolds
- Eugene Levy com Frank Bernard
- Crispin Glover com Stan Bittleman
- Jesse Plemons com Ox
- Robert Forster com Entrenador Wagner
- Julius Ritter com Marlon
- Anne Meara com la Germana Theresa
- Fred Armisen com Papà New Age
- Julie Brown com Mamà New Age
- Vanessa Williams com Farmacèutica
- Jimmy Kimmel com a Client en Comercial
- John Marshall Jones com a jugador de la NBA
- Reginald VelJohnson com Mr. Boyd
- Valarie Pettiford com Mrs. Boyd
- Reggie Theus i Geoff Witcher com anunciants Knights

Jugadors de la NBA
- Vince Carter
- Michael Finley
- Steve Francis
- Allen Iverson
- Jason Kidd
- Desmond Mason
- Alonzo Mourning
- Tracy McGrady
- Steve Nash
- Dirk Nowitzki
- Gary Payton
- Jason Richardson
- David Robinson
- Gerald Wallace
- Rasheed Wallace
- Chris Webber

Periodistes de la NBA
- Tom Tolbert
- Hannah Storm
- Ahmad Rashād
- Kenny Mayne
- Rich Eisen
- Pat Croce